# Francia en la Copa Mundial de Fútbol
La selección de fútbol de Francia ha jugado en dieciséis ediciones de la Copa Mundial de Fútbol. Su primera participación fue en la Copa Mundial de Fútbol de 1930 y su última participación es en la Copa Mundial de Fútbol de 2022.
Ha sido anfitriona dos veces del Mundial en 1938 y 1998, además ha logrado dos títulos mundiales, como local en 1998 y en el certamen de Rusia 2018.
Durante la historia se han destacado, Just Fontaine, goleador con 13 anotaciones en 1958, Zinedine Zidane, ganador al premio Balón de Oro en 2006, Fabien Barthez quien comparte el récord de imbatibilidad con 10 partidos sin recibir gol y Benjamin Pavard, galardonado con el mejor gol del Mundial 2018.

## Resumen de participaciones
| Edición | Resultado        | Posición       | PJ             | PG             | PE             | PP             | GF             | GC             | Dif            | Goleador                                       |
| 1930    | Primera fase     | 7.º            | 3              | 1              | 0              | 2              | 4              | 3              | +1             | André Maschinot: 2                             |
| 1934    | Octavos de final | 9.º            | 1              | 0              | 0              | 1              | 2              | 3              | -1             | Nicolas, Verriest                              |
| 1938    | Cuartos de final | 8.º            | 2              | 1              | 0              | 1              | 4              | 4              | 0              | Jean Nicolas: 2                                |
| 1950    | No clasificó     | No clasificó   | No clasificó   | No clasificó   | No clasificó   | No clasificó   | No clasificó   | No clasificó   | No clasificó   | No clasificó                                   |
| 1954    | Primera fase     | 9.º            | 2              | 1              | 0              | 1              | 3              | 3              | 0              | Kopa, Vincent                                  |
| 1958    | Tercer puesto    | 3.º            | 6              | 4              | 0              | 2              | 23             | 15             | +8             | Just Fontaine: 13                              |
| 1962    | No clasificó     | No clasificó   | No clasificó   | No clasificó   | No clasificó   | No clasificó   | No clasificó   | No clasificó   | No clasificó   | No clasificó                                   |
| 1966    | Primera fase     | 13.º           | 3              | 0              | 1              | 2              | 2              | 5              | -3             | De Bourgoing, Hausser                          |
| 1970    | No clasificó     | No clasificó   | No clasificó   | No clasificó   | No clasificó   | No clasificó   | No clasificó   | No clasificó   | No clasificó   | No clasificó                                   |
| 1974    | No clasificó     | No clasificó   | No clasificó   | No clasificó   | No clasificó   | No clasificó   | No clasificó   | No clasificó   | No clasificó   | No clasificó                                   |
| 1978    | Primera fase     | 12.º           | 3              | 1              | 0              | 2              | 5              | 5              | 0              | Lacombe, Platini, López, Berdoll, Rocheteau: 1 |
| 1982    | Cuarto lugar     | 4.º            | 7              | 3              | 2              | 2              | 16             | 12             | +4             | Alain Giresse: 3                               |
| 1986    | Tercer puesto    | 3.º            | 7              | 4              | 2              | 1              | 12             | 6              | +6             | Platini, Papin, Stopyra: 2                     |
| 1990    | No clasificó     | No clasificó   | No clasificó   | No clasificó   | No clasificó   | No clasificó   | No clasificó   | No clasificó   | No clasificó   | No clasificó                                   |
| 1994    | No clasificó     | No clasificó   | No clasificó   | No clasificó   | No clasificó   | No clasificó   | No clasificó   | No clasificó   | No clasificó   | No clasificó                                   |
| 1998    | Campeón          | 1.º            | 7              | 6              | 1              | 0              | 15             | 2              | +13            | Thierry Henry: 3                               |
| 2002    | Primera fase     | 28.º           | 3              | 0              | 1              | 2              | 0              | 3              | -3             | -                                              |
| 2006    | Subcampeón       | 2.º            | 7              | 4              | 3              | 0              | 9              | 3              | +6             | Henry, Zidane: 3                               |
| 2010    | Primera fase     | 29.º           | 3              | 0              | 1              | 2              | 1              | 4              | -3             | Florent Malouda: 1                             |
| 2014    | Cuartos de final | 7.º            | 5              | 3              | 1              | 1              | 10             | 3              | +7             | Karim Benzema: 3                               |
| 2018    | Campeón          | 1.º            | 7              | 6              | 1              | 0              | 14             | 6              | +8             | Mbappé, Griezmann: 4                           |
| 2022    | Subcampeón       | 2.º            | 7              | 5              | 1              | 1              | 16             | 8              | +8             | Kylian Mbappé: 8                               |
| 2026    | Por disputarse   | Por disputarse | Por disputarse | Por disputarse | Por disputarse | Por disputarse | Por disputarse | Por disputarse | Por disputarse | Por disputarse                                 |
| Total   | 16/23            | 5.º            | 66             | 34             | 13             | 19             | 120            | 77             | +43            | Just Fontaine: 13                              |

## Ediciones

### Brasil 2014

#### Primera fase / Grupo E
| Selección | Pts. | PJ | PG | PE | PP | GF | GC | Dif. |
| --------- | ---- | -- | -- | -- | -- | -- | -- | ---- |
| Francia   | 7    | 3  | 2  | 1  | 0  | 8  | 2  | 6    |
| Suiza     | 6    | 3  | 2  | 0  | 1  | 7  | 6  | 1    |
| Ecuador   | 4    | 3  | 1  | 1  | 1  | 3  | 3  | 0    |
| Honduras  | 0    | 3  | 0  | 0  | 3  | 1  | 8  | -7   |

| 15 de junio de 2014 | Francia                                         | 3:0 (1:0) | Honduras | Estadio Beira-Rio, Porto Alegre                          |                                                          |
| 16:00 | Benzema 45' (pen.), 72' · Valladares 48' (a.g.) | Reporte   |          | Asistencia: 43 012 espectadores Árbitro(s): Sandro Ricci | Asistencia: 43 012 espectadores Árbitro(s): Sandro Ricci |
| Es la primera vez que se utiliza el Sistema de detección automática de goles para validar un tanto en la historia de los Mundiales. |                                                 |           |          |                                                          |                                                          |

| 20 de junio de 2014 | Suiza                    | 2:5 (0:3) | Francia                                                             | Arena Fonte Nova, Salvador                                |                                                           |
| 16:00               | Džemaili 81' · Xhaka 87' | Reporte   | Giroud 17' · Matuidi 18' · Valbuena 40' · Benzema 67' · Sissoko 73' | Asistencia: 51 003 espectadores Árbitro(s): Björn Kuipers | Asistencia: 51 003 espectadores Árbitro(s): Björn Kuipers |

| 25 de junio de 2014 | Ecuador | 0:0     | Francia | Estadio Maracaná, Río de Janeiro                            |                                                             |
| 17:00               |         | Reporte |         | Asistencia: 73 749 espectadores Árbitro(s): Noumandiez Doue | Asistencia: 73 749 espectadores Árbitro(s): Noumandiez Doue |

#### Octavos de final
| 30 de junio de 2014 | Francia                       | 2:0 (0:0) | Nigeria | Estadio Nacional, Brasilia                              |                                                         |
| 13:00               | Pogba 79' · Yobo 90+1' (a.g.) | Reporte   |         | Asistencia: 67 882 espectadores Árbitro(s): Mark Geiger | Asistencia: 67 882 espectadores Árbitro(s): Mark Geiger |

#### Cuartos de final
| 4 de julio de 2014 | Francia | 0:1 (0:1) | Alemania    | Estadio Maracaná, Río de Janeiro                          |                                                           |
| 13:00              |         | Reporte   | Hummels 12' | Asistencia: 74 240 espectadores Árbitro(s): Néstor Pitana | Asistencia: 74 240 espectadores Árbitro(s): Néstor Pitana |

#### Estadísticas

##### Posiciones
| Equipo | Equipo     | Pts | PJ | PG | PE | PP | GF | GC | Dif | Rend  |
| ------ | ---------- | --- | -- | -- | -- | -- | -- | -- | --- | ----- |
| 6      | Bélgica    | 12  | 5  | 4  | 0  | 1  | 6  | 3  | 3   | 80%   |
| 7      | Francia    | 10  | 5  | 3  | 1  | 1  | 10 | 3  | 7   | 66,6% |
| 8      | Costa Rica | 9   | 5  | 2  | 3  | 0  | 5  | 2  | 3   | 60%   |

##### Goleadores
| Jugador          | Goles |
| ---------------- | ----- |
| Karim Benzema    | 3     |
| Mathieu Valbuena | 1     |
| Olivier Giroud   | 1     |
| Blaise Matuidi   | 1     |
| Moussa Sissoko   | 1     |
| Paul Pogba       | 1     |

### Rusia 2018

#### Primera fase / Grupo C
| Selección | Pts | PJ | PG | PE | PP | GF | GC | Dif |
| --------- | --- | -- | -- | -- | -- | -- | -- | --- |
| Francia   | 7   | 3  | 2  | 1  | 0  | 3  | 1  | 2   |
| Dinamarca | 5   | 3  | 1  | 2  | 0  | 2  | 1  | 1   |
| Perú      | 3   | 3  | 1  | 0  | 2  | 2  | 2  | 0   |
| Australia | 1   | 3  | 0  | 1  | 2  | 2  | 5  | -3  |

| 16 de junio de 2018                                                               | Francia                                  | 2:1 (0:0) | Australia          | Kazán Arena, Kazán                                       |                                                          |
| 13:00 MSK (UTC+3)                                                                 | Griezmann 58' (pen.) · Behich 81' (a.g.) | Reporte   | Jedinak 62' (pen.) | Asistencia: 41 279 espectadores Árbitro(s): Andrés Cunha | Asistencia: 41 279 espectadores Árbitro(s): Andrés Cunha |
| Primera vez que se utiliza el VAR en una Copa del Mundo para conceder un penalti. |                                          |           |                    |                                                          |                                                          |

| 21 de junio de 2018 | Francia    | 1:0 (1:0) | Perú | Ekaterimburgo Arena, Ekaterimburgo                                  |                                                                     |
| 20:00 YEKT (UTC+5)  | Mbappé 34' | Reporte   |      | Asistencia: 32 789 espectadores Árbitro(s): Mohammed Abdulla Hassan | Asistencia: 32 789 espectadores Árbitro(s): Mohammed Abdulla Hassan |

| 26 de junio de 2018                                            | Dinamarca | 0:0     | Francia | Estadio Olímpico Luzhnikí, Moscú                         |                                                          |
| 17:00 MSK (UTC+3)                                              |           | Reporte |         | Asistencia: 78 011 espectadores Árbitro(s): Sandro Ricci | Asistencia: 78 011 espectadores Árbitro(s): Sandro Ricci |
| Único partido de la Copa del Mundo 2018 que terminó sin goles. |           |         |         |                                                          |                                                          |

#### Octavos de final
| 30 de junio de 2018 | Francia                                             | 4:3 (1:1) | Argentina                                 | Kazán Arena, Kazán                                          |                                                             |
| 17:00 MSK (UTC+3)   | Griezmann 13' (pen.) · Pavard 57' · Mbappé 64', 68' | Reporte   | Di María 41' · Mercado 48' · Agüero 90+3' | Asistencia: 42 873 espectadores Árbitro(s): Alireza Faghani | Asistencia: 42 873 espectadores Árbitro(s): Alireza Faghani |

#### Cuartos de final
| 6 de julio de 2018 | Uruguay | 0:2 (0:1) | Francia                    | Estadio de Nizhni Nóvgorod, Nizhni Nóvgorod               |                                                           |
| 17:00 MSK (UTC+3)  |         | Reporte   | Varane 40' · Griezmann 61' | Asistencia: 43 319 espectadores Árbitro(s): Néstor Pitana | Asistencia: 43 319 espectadores Árbitro(s): Néstor Pitana |

#### Semifinal
| 10 de julio de 2018 | Francia    | 1:0 (0:0) | Bélgica | Estadio Krestovski, San Petersburgo                      |                                                          |
| 21:00 MSK (UTC+3)   | Umtiti 51' | Reporte   |         | Asistencia: 64 286 espectadores Árbitro(s): Andrés Cunha | Asistencia: 64 286 espectadores Árbitro(s): Andrés Cunha |

#### Final
| 15 de julio de 2018 | Francia                                                              | 4:2 (2:1) | Croacia                     | Estadio Olímpico Luzhnikí, Moscú                          |                                                           |
| 18:00 MSK (UTC+3) | Mandžukić 18' (a.g.) · Griezmann 38' (pen.) · Pogba 59' · Mbappé 65' | Reporte   | Perišić 28' · Mandžukić 69' | Asistencia: 78 011 espectadores Árbitro(s): Néstor Pitana | Asistencia: 78 011 espectadores Árbitro(s): Néstor Pitana |
| El autogol de Mario Mandžukić es el primero en una final de un Mundial. Primera final en la que se utiliza el VAR para conceder un penal Primera ceremonia de premiación en un Mundial que se realizó bajo lluvia. |                                                                      |           |                             |                                                           |                                                           |

#### Estadísticas

##### Posiciones
| Equipo | Equipo  | Pts | PJ | PG | PE | PP | GF | GC | Dif | Rend    |
| ------ | ------- | --- | -- | -- | -- | -- | -- | -- | --- | ------- |
| 1      | Francia | 19  | 7  | 6  | 1  | 0  | 14 | 6  | 8   | 90,48 % |
| 2      | Croacia | 14  | 7  | 4  | 2  | 1  | 14 | 9  | 5   | 66,66 % |
| 3      | Bélgica | 18  | 7  | 6  | 0  | 1  | 16 | 6  | 10  | 85,71 % |

##### Goleadores
| Jugador           | Goles |
| ----------------- | ----- |
| Antoine Griezmann | 4     |
| Kylian Mbappé     | 4     |
| Benjamin Pavard   | 1     |
| Raphaël Varane    | 1     |
| Samuel Umtiti     | 1     |
| Paul Pogba        | 1     |

### Catar 2022

#### Primera fase / Grupo D
| Selección | Pts | PJ | PG | PE | PP | GF | GC | Dif |
| --------- | --- | -- | -- | -- | -- | -- | -- | --- |
| Francia   | 6   | 3  | 2  | 0  | 1  | 6  | 3  | 3   |
| Australia | 6   | 3  | 2  | 0  | 1  | 3  | 4  | -1  |
| Túnez     | 4   | 3  | 1  | 1  | 1  | 1  | 1  | 0   |
| Dinamarca | 1   | 3  | 0  | 1  | 2  | 1  | 3  | -2  |

| 22 de noviembre de 2022 | Francia                                   | 4:1 (2:1) | Australia  | Estadio Al Janoub, Al Wakrah                                               |                                                                            |
| 22:00                   | Rabiot 27' · Giroud 32', 71' · Mbappé 68' | Reporte   | Goodwin 9' | Asistencia: 40 875 espectadores Árbitro(s): Victor Miguel de Freitas Gomes | Asistencia: 40 875 espectadores Árbitro(s): Victor Miguel de Freitas Gomes |

| 26 de noviembre de 2022 | Francia         | 2:1 (0:0) | Dinamarca       | Estadio 974, Doha                                            |                                                              |
| 19:00                   | Mbappé 61', 86' | Reporte   | Christensen 68' | Asistencia: 42 860 espectadores Árbitro(s): Szymon Marciniak | Asistencia: 42 860 espectadores Árbitro(s): Szymon Marciniak |

| 30 de noviembre de 2022 | Túnez      | 1:0 (0:0) | Francia | Estadio Ciudad de la Educación, Rayán                   |                                                         |
| 18:00                   | Khazri 58' | Reporte   |         | Asistencia: 43 627 espectadores Árbitro(s): Matt Conger | Asistencia: 43 627 espectadores Árbitro(s): Matt Conger |

#### Octavos de final
| 4 de diciembre de 2022 | Francia                        | 3:1 (1:0) | Polonia                  | Estadio Al Thumama, Doha                                     |                                                              |
| 18:00                  | Giroud 44' · Mbappé 74', 90+1' | Reporte   | Lewandowski 90+9' (pen.) | Asistencia: 40 989 espectadores Árbitro(s): Jesús Valenzuela | Asistencia: 40 989 espectadores Árbitro(s): Jesús Valenzuela |

#### Cuartos de final
| 10 de diciembre de 2022 | Inglaterra      | 1:2 (0:1) | Francia                     | Estadio Al Bayt, Jor                                       |                                                            |
| 22:00                   | Kane 54' (pen.) | Reporte   | Tchouaméni 17' · Giroud 78' | Asistencia: 68 895 espectadores Árbitro(s): Wilton Sampaio | Asistencia: 68 895 espectadores Árbitro(s): Wilton Sampaio |

#### Semifinal
| 14 de diciembre de 2022 | Francia                          | 2:0 (1:0) | Marruecos | Estadio Al Bayt, Jor                                           |                                                                |
| 22:00                   | T. Hernández 5' · Kolo Muani 79' | Reporte   |           | Asistencia: 68 294 espectadores Árbitro(s): César Arturo Ramos | Asistencia: 68 294 espectadores Árbitro(s): César Arturo Ramos |

#### Final
| 18 de diciembre | Argentina                             | 3:3 (2:2, 2:0) (t. s.)(4:2 p.) | Francia                                  | Estadio de Lusail, Lusail                                    |                                                              |
| 18:00           | Messi 23' (pen.), 109' · Di María 36' | Reporte                        | Mbappé 80' (pen.), 81', 118' (pen.)      | Asistencia: 88 966 espectadores Árbitro(s): Szymon Marciniak | Asistencia: 88 966 espectadores Árbitro(s): Szymon Marciniak |
|                 |                                       | Tiros desde el punto penal     |                                          |                                                              |                                                              |
|                 | Messi · Dybala · Paredes · Montiel    |                                | Mbappé · Coman · Tchouaméni · Kolo Muani |                                                              |                                                              |

## Estadísticas finales

### Tabla estadística de fases finales
Francia se encuentra en el puesto 5 de la tabla histórica.
|     | Equipo     | PM | Resultados | Resultados | Resultados | Resultados | Resultados | Resultados | Resultados | Resultados | Resultados | Participación | Participación | Participación | Participación | Participación | Participación | Participación | Participación | Participación | Participación | Participación | Participación | Participación | Participación | Participación | Participación | Participación | Participación | Participación | Participación | Participación | Participación |
| Pts | Equipo     | PM | PJ         | PG         | PE         | PP         | Rnd        | GF         | GC         | DIF        | 30         | 34            | 38            | 50            | 54            | 58            | 62            | 66            | 70            | 74            | 78            | 82            | 86            | 90            | 94            | 98            | 02            | 06            | 10            | 14            | 18            | 22            |               |
| --- | ---------- | -- | ---------- | ---------- | ---------- | ---------- | ---------- | ---------- | ---------- | ---------- | ---------- | ------------- | ------------- | ------------- | ------------- | ------------- | ------------- | ------------- | ------------- | ------------- | ------------- | ------------- | ------------- | ------------- | ------------- | ------------- | ------------- | ------------- | ------------- | ------------- | ------------- | ------------- | ------------- |
| 4º  | Italia     | 18 | 156        | 83         | 45         | 21         | 17         | 62,65%     | 128        | 77         | 51         |               |               |               | 7.º           | 10.º          |               | 9.º           | 9.º           | 2.º           | 10.º          | 4.º           |               | 12.º          | 3.º           | 2.º           | 5.º           | 15.º          |               | 26.º          | 22.º          |               |               |
| 5º  | Francia    | 16 | 128        | 73         | 39         | 14         | 20         | 59,81%     | 136        | 85         | 51         | 7.º           | 9.º           | 8.º           |               | 9.º           | 3.º           |               | 13.º          |               |               | 12.º          | 4.º           | 3.º           |               |               |               | 28.º          | 2.º           | 29.º          | 7.º           |               | 2.º           |
| 6º  | Inglaterra | 16 | 118        | 74         | 32         | 22         | 20         | 53,15%     | 104        | 68         | 36         |               |               |               | 8.º           | 7.º           | 11.º          | 8.º           |               | 8.º           |               |               | 6.º           | 8.º           | 4.º           |               | 9.º           | 6.º           | 7.º           | 13.º          | 26.º          | 4.º           | 6.º           |

### Goleadores
Just Fontaine anotó todos sus 13 goles en la Copa Mundial de 1958 donde Francia alcanzó el tercer lugar. Esto lo convierte en poseedor del récord de más goles marcados en una sola Copa Mundial de Fútbol. En ese momento, también lo convirtió en el máximo goleador de todos los mundiales hasta que Gerd Müller de Alemania Federal rompió el récord en la final de la Copa Mundial de 1974.
| Pos. | Jugador             | Goles | Mundiales                     |
| ---- | ------------------- | ----- | ----------------------------- |
| 1    | Just Fontaine       | 13    | 1958                          |
| 2    | Kylian Mbappé       | 12    | 2018 (4) y 2022 (8)           |
| 3    | Thierry Henry       | 6     | 1998 (3) y 2006 (3)           |
| 4    | Michel Platini      | 5     | 1978 (1), 1982 (2) y 1986 (2) |
| 4    | Zinedine Zidane     | 5     | 1998 (2) y 2006 (3)           |
| 4    | Olivier Giroud      | 5     | 2014 (1) y 2022 (4)           |
| 7    | Raymond Kopa        | 4     | 1958                          |
| 7    | Dominique Rocheteau | 4     | 1978 (1), 1982 (2) y 1986 (1) |
| 7    | Antoine Griezmann   | 4     | 2018                          |
| 10   | Jean Nicolas        | 3     | 1934 (1) y 1938 (2)           |
| 10   | Roger Piantoni      | 3     | 1958                          |
| 10   | Alain Giresse       | 3     | 1982                          |
| 10   | Karim Benzema       | 3     | 2014                          |

### Partidos jugados
El portero Hugo Lloris también comparte el récord de más partidos jugados por un portero en Copas del Mundo con el alemán Manuel Neuer.
El portero Fabien Barthez también comparte el récord de más partidos sin encajar un gol en los Mundiales con 10 ocasiones junto a Peter Shilton de Inglaterra.
| Pos. | Jugador           | Partidos | Mundiales               |
| ---- | ----------------- | -------- | ----------------------- |
| 1    | Hugo Lloris       | 20       | 2010, 2014, 2018 y 2022 |
| 2    | Antoine Griezmann | 19       | 2014, 2018 y 2022       |
| 3    | Olivier Giroud    | 18       | 2014, 2018 y 2022       |
| 3    | Raphaël Varane    | 18       | 2014, 2018 y 2022       |
| 5    | Fabien Barthez    | 17       | 1998, 2002 y 2006       |
| 5    | Thierry Henry     | 17       | 1998, 2002, 2006 y 2010 |
| 7    | Lilian Thuram     | 16       | 1998, 2002 y 2006       |
| 8    | Maxime Bossis     | 15       | 1978, 1982 y 1987       |
| 9    | Kylian Mbappé     | 14       | 2018 y 2022             |
| 9    | Michel Platini    | 14       | 1978, 1982 y 1986       |

### Historial contra rivales
Actualizado al último partido jugado el 18 de diciembre de 2022: Argentina 3-3 (4-2) Francia.
| Selección         | Confederación | PJ | PG | PE | PP | GF  | GC | Dif |
| ----------------- | ------------- | -- | -- | -- | -- | --- | -- | --- |
| Alemania          | UEFA          | 4  | 1  | 1  | 2  | 9   | 9  | 0   |
| Arabia Saudita    | AFC           | 1  | 1  | 0  | 0  | 4   | 0  | 4   |
| Argentina         | CONMEBOL      | 4  | 1  | 1  | 2  | 8   | 9  | -1  |
| Australia         | AFC           | 2  | 2  | 0  | 0  | 6   | 2  | 4   |
| Austria           | UEFA          | 2  | 1  | 0  | 1  | 3   | 3  | 0   |
| Bélgica           | UEFA          | 3  | 3  | 0  | 0  | 8   | 3  | 5   |
| Brasil            | CONMEBOL      | 4  | 2  | 1  | 1  | 7   | 6  | 1   |
| Canadá            | CONCACAF      | 1  | 1  | 0  | 0  | 1   | 0  | 1   |
| Chile             | CONMEBOL      | 1  | 0  | 0  | 1  | 0   | 1  | -1  |
| Corea del Sur     | AFC           | 1  | 0  | 1  | 0  | 1   | 1  | 0   |
| Croacia           | UEFA          | 2  | 2  | 0  | 0  | 6   | 3  | 3   |
| Dinamarca         | UEFA          | 3  | 1  | 1  | 1  | 2   | 3  | -1  |
| Ecuador           | CONMEBOL      | 1  | 0  | 1  | 0  | 0   | 0  | 0   |
| Escocia           | UEFA          | 1  | 1  | 0  | 0  | 2   | 1  | 1   |
| España            | UEFA          | 1  | 1  | 0  | 0  | 3   | 1  | 2   |
| Honduras          | CONCACAF      | 1  | 1  | 0  | 0  | 3   | 0  | 3   |
| Hungría           | UEFA          | 2  | 2  | 0  | 0  | 6   | 1  | 5   |
| Inglaterra        | UEFA          | 3  | 1  | 0  | 2  | 3   | 6  | 3   |
| Irlanda del Norte | UEFA          | 2  | 2  | 0  | 0  | 8   | 1  | 7   |
| Italia            | UEFA          | 5  | 1  | 2  | 2  | 6   | 6  | 0   |
| Kuwait            | AFC           | 1  | 1  | 0  | 0  | 4   | 1  | 3   |
| Marruecos         | CAF           | 1  | 1  | 0  | 0  | 2   | 0  | 2   |
| México            | CONCACAF      | 4  | 2  | 1  | 1  | 8   | 6  | 2   |
| Nigeria           | CAF           | 1  | 1  | 0  | 0  | 2   | 0  | 2   |
| Paraguay          | CONMEBOL      | 2  | 2  | 0  | 0  | 8   | 3  | 5   |
| Perú              | CONMEBOL      | 1  | 1  | 0  | 0  | 1   | 0  | 1   |
| Polonia           | UEFA          | 2  | 1  | 0  | 1  | 5   | 4  | 1   |
| Portugal          | UEFA          | 1  | 1  | 0  | 0  | 1   | 0  | 1   |
| República Checa   | UEFA          | 1  | 0  | 1  | 0  | 1   | 1  | 0   |
| Rusia             | UEFA          | 1  | 0  | 1  | 0  | 1   | 1  | 0   |
| Senegal           | CAF           | 1  | 0  | 0  | 1  | 0   | 1  | -1  |
| Serbia            | UEFA          | 2  | 0  | 0  | 2  | 2   | 4  | -2  |
| Sudáfrica         | CAF           | 2  | 1  | 0  | 1  | 4   | 2  | 2   |
| Suiza             | UEFA          | 2  | 1  | 1  | 0  | 5   | 2  | 3   |
| Togo              | CAF           | 1  | 1  | 0  | 0  | 2   | 0  | 2   |
| Túnez             | CAF           | 1  | 0  | 0  | 1  | 0   | 1  | -1  |
| Uruguay           | CONMEBOL      | 4  | 1  | 2  | 1  | 3   | 2  | 1   |
| Total             | Total         | 73 | 39 | 14 | 20 | 116 | 85 | 31  |

#### Por confederación
| Confederación | PJ | PG | PE | PP | GF | GC | Dif |
| ------------- | -- | -- | -- | -- | -- | -- | --- |
| AFC           | 5  | 4  | 1  | 0  | 15 | 4  | 11  |
| CAF           | 7  | 4  | 0  | 3  | 10 | 4  | 6   |
| CONCACAF      | 6  | 4  | 1  | 1  | 12 | 6  | 6   |
| CONMEBOL      | 17 | 7  | 5  | 5  | 27 | 21 | 6   |
| UEFA          | 37 | 19 | 7  | 11 | 71 | 49 | 28  |